# Floride Calhoun
Floride Bonneau Calhoun (* 15. Februar 1792 in Charleston, South Carolina; † 25. Juli 1866 in Pendleton, South Carolina) war die Ehefrau des US-Politikers John C. Calhoun, der von 1825 bis 1832 Vizepräsident der Vereinigten Staaten war.

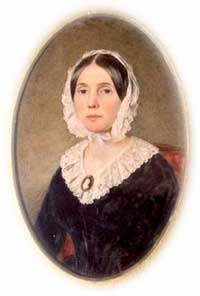
Floride Calhoun

## Leben
Floride Colhoun war die Tochter des US-Senators John E. Colhoun und Floride Bonneau. Sie war die Nichte von Rebecca Colhoun Pickens, der Frau des Kongressabgeordneten Andrew Pickens. Floride war sehr musikalisch und galt als religiös.
Am 8. Januar 1811 heiratete sie John C. Calhoun, einen Cousin ersten Grades ihres Vaters. Schon kurz nach der Hochzeit wurde ihr Ehemann in den Kongress gewählt und ließ daraufhin die Plantage Fort Hill in South Carolina in der Obhut seiner Frau zurück. Während der nächsten 18 Jahre bekam Floride zehn Kinder: Andrew Pickens (1811–1865), Floride Pure (1814–1815), Jane (1816–1816), Anna Maria (1817–1875), Elizabeth (1819–1820), Patrick (1821–1858), John Jr. (1823–1855), Martha Cornelia (1824–1857), James Edward (1826–1861) und William Lowndes (1829–1858).
1817 begleitete sie ihren Mann nach Washington, nachdem dieser zum Kriegsminister ernannt worden war. Acht Jahre später wurde sie Second Lady der Vereinigten Staaten, nachdem ihr Mann zum Vizepräsidenten gewählt worden war. Während ihrer Zeit als Second Lady wurde sie in einen Gesellschaftsskandal verwickelt, der als Petticoat Affair bekannt wurde und weitreichende politische Folgen haben sollte. Floride hatte sich, zusammen mit den anderen Frauen des Jackson-Kabinetts gegen die Frau des Kriegsministers John Eaton, Margaret (Peggy) O’Neill Eaton, verschworen. Über Peggy hatte Floride erfahren, dass diese eine Affäre mit Eaton hatte, während sie  mit ihrem ersten Ehemann John B. Timberlake verheiratet gewesen war. Als er die Affäre entdeckte, trieb ihn dies angeblich in den Selbstmord. Die soziale Ächtung von Mrs. Eaton durch Floride Calhoun sorgte dafür, dass das ohnehin angespannte Verhältnis zwischen Vizepräsident Calhoun und Präsident Andrew Jackson noch schlechter wurde.
Nach dem Rücktritt ihres Mannes als Vizepräsident und seiner Wahl in den Senat kehrte sie zurück nach Fort Hill, nahm ihre frühere Position als Herrin der Plantage wieder auf und war nur noch selten in Washington. Ihr Mann starb 1850. 1854 verkaufte sie die Plantage an ihren ältesten Sohn Andrew Pickens Calhoun und hielt die Hypothek darauf. 1855 zog sie in ein kleineres Haus nach Pendleton in South Carolina, das sie Mi Casa nannte. Sie erlebte den Tod von sechs ihrer sieben überlebenden Kinder. Nach Andrews Tod 1865 beantragte sie die Zwangsvollstreckung gegen seine Erben. Sie starb im folgenden Jahr. Nach einem langen Rechtsstreit wurde die Plantage 1872 in Walhalla versteigert. Ihr Nachlassverwalter erhielt den Zuschlag. Der Gewinn wurde unter ihren überlebenden Erben aufgeteilt. Ihre Tochter Anna Maria Calhoun Clemson und ihr Schwiegersohn Thomas Green Clemson erhielten drei Viertel der Plantage, inklusive des Hauses, den Rest bekam ihre Urenkelin Floride Isabella Lee.
Fort Hill ist heute ein Teil der Clemson University.